# Славянский район (Донецкая область)
Славя́нский райо́н (укр. Слов’янський район) — упразднённое административно-территориальное образование на севере Донецкой области Украины. 17 июля 2020 года постановлением Верховной Рады «О создании и ликвидации районов» был ликвидирован и вошёл в состав Краматорского района.
Центр — город Славянск (не входил в состав района). Большая часть района (севернее Краматорского водохранилища) до 1918 года входила в состав Харьковской губернии.

## Население
Численность населения — 46581 чел. (1 января 2019 г.), городское население: 28721 человек. Сельское население: 17860 человек.
Данные переписи населения 2001 года:
| N | Национальность | Количество | Уд. вес (%) |
| - | -------------- | ---------- | ----------- |
| 1 | Украинцы       | 34121      | 87,07       |
| 2 | Русские        | 4115       | 10,50       |
| 3 | Турки          | 197        | 0,50        |
| 4 | Белорусы       | 178        | 0,45        |
| 5 | Цыгане         | 133        | 0,34        |
|   | Всего          | 39188      | 100,00      |

Население района по переписям
|           | 1931  | 1959  | 1970  | 1979  | 1989  | 2001  |
| всего     | 86509 | 58065 | 50253 | 47200 | 42142 | 39200 |
| --------- | ----- | ----- | ----- | ----- | ----- | ----- |
| городское | 28754 | 36912 | 20601 | 19700 | 17963 | 16600 |
| сельское  | 57755 | 21153 | 29652 | 27500 | 24179 | 22600 |

## Населённые пункты

Здание совета в г. Славянске

Въезд в район через мост на Северском Донце на границе с Краснолиманским районом

В составе: 1 город — Николаевка, 5 пгт (Райгородок, Былбасовка, Черкасское, Андреевка, Донецкое), 10 сельсоветов, 47 населённых пунктов.

## Экономика
13 колхозов, 4 совхозов, 5 промышленных предприятий. Добыча мела, строительных песков, поваренной и калийной соли, керамической глины.

## Природа
Национальный природный парк «Святые горы» (часть, общая площадь — 404,48 км², большая часть находится в Лиманском районе Донецкой области). Общегосударственный ботанический памятник природы «Маякская дача».
Охраняемые природные территории:
- Меловая флора
- Святые Горы
- Пойма-1
- Урочище Сосна
- Маяцкая дача
- Дуб
- Пруд Зеркальный
- Дендропарк Маяцкого лесничества